# DB Station&Service
DB Station&Service AG는 독일 철도 네트워크에서 5,400개 이상의 기차역을 관리하는 도이체 반의 자회사이다. DB Netz AG의 노선망에서 교통역을 운영하는 회사이다. 도이체 반의 자회사이며, 인프라와 서비스 이사회 부서 내에서 여객 역의 비즈니스 영역을 담당한다. DB Station&Service의 업무 목적은 역과 정류장의 운영과 유지를 담당한다. 이 회사는 도이체 반 지역에서 약 5,400개의 운송역을 관리한다.

## 역사

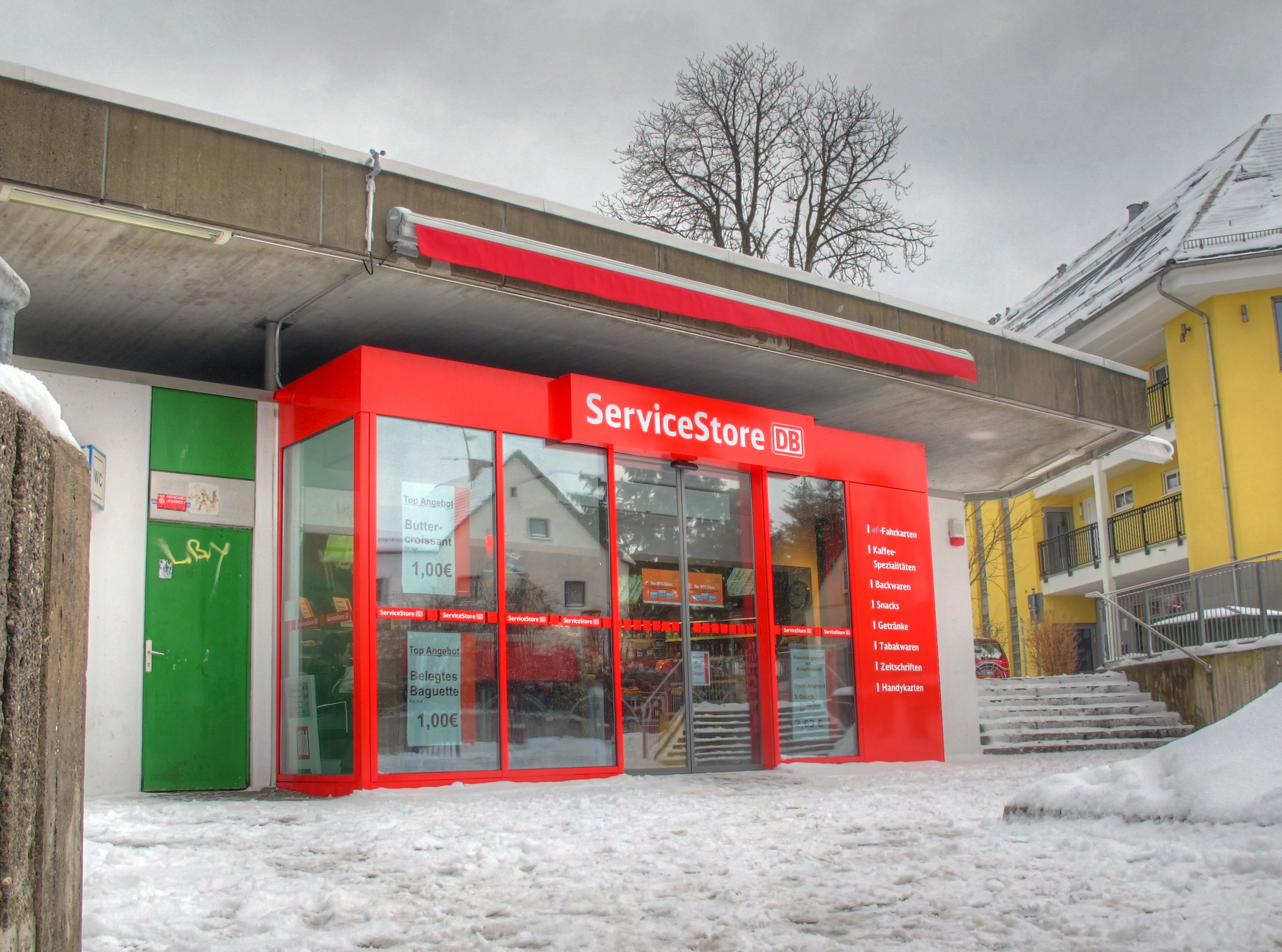
그뢰벤첼에 있는 DB 서비스스토어

DB Station&Service AG는 1999년 1월 1일 도이체 반의 여객역 부문에서 철도 개혁의 두 번째 단계의 일환으로 등장했다.
최근 몇 년 동안 수많은 역이 현대화되었다. 이것은 특히 큰 기차역에 영향을 미쳤다. 대형 역에는 광범위한 쇼핑 시설을 갖추고 있었다. 자체 성명서에 따르면 DB Station&Service AG는 수년 동안 4,000개 이상의 중소 규모의 역과 정류장에 더 많은 투자를 해왔다. 소규모 역에 대한 실제적인 약속은 대중과 수많은 지역 정치인에게 심한 비판을 받았다. DB 플러스 포인트의 표준화된 개념 첫 시도에 따라 트래픽 양에 따라 역에 추가 모듈식 구성 요소가 장착될 수 있다. 모듈식 시스템을 생산하는데 드는 높은 비용, 낮은 수준의 고객 수용과 이미 존재하는 인프라 때문에 이것은 다시 포기되었다. 2001년 DB Station&Service AG는 역사에 대한 균일한 품질 표준을 정의하고, 이를 기존 건물에 구현하는 프로그램을 시작했다. 역과 정류장은 7개의 역 범주로 나뉜다.
2003년 DB Station&Service AG는 DB 장거리 교통 AG와 함께 여행 중 정보를 개선하기 위해 RIS 프로그램(여행자 정보 시스템)을 시작했다. 정상 운영에 대한 포괄적인 정보가 제공되어야 하며, 특히 운영 중단, 대체 옵션이 신속하게 지적되어야 했다. DB Station&Service AG는 서비스, 보안과 청결을 개선하기 위해 3-S 센터를 도입했다. 이러한 작업의 조정은 담당하는 상주 인력이 맡고 있다.
3,125개의 플랫폼 캐노피의 총 길이는 239.3km이다.
회사에 따르면 2008년 말까지 역의 2/3가 장벽을 없앴고 1,830곳에 시각 장애인용 안내선이 설치되었다. 독일 연방 정부의 경기 부양 패키지의 일환으로 도이체 반은 2011년까지 2,050개의 중소규모 역을 현대화하기 위해 3억 유로를 받을 예정이었다. 이와 관련하여 1,747개는 승객 정보 시스템, 575개 역이 "일반 업그레이드"(플랫폼 증가, 바닥 덮개 수리, "불필요한 시스템 제거")를 받았다. 217개 역은 더 적합한 날씨 보호, 312개는 조명 개선 작업 그리고 83개의 역은 최적화된 접근 경로 개선 작업이 시행되었고, 또한 30개 도시의 리셉션 건물도 전면 개조되었다.
DB Station&Service AG는 연간 약 380GWh의 전기 에너지를 소비하며, 그 중 약 60%는 조명에, 40%는 플랫폼에 사용된다.
대형 역 프로젝트는 슈투트가르트와 뮌헨에 계획되어 있다. 역 재건의 일환으로 바이에른, 바덴뷔르템베르크, 브란덴부르크, 니더작센, 노르트라인베스트팔렌에 새로운 역이 건설될 예정이다. 2015년 12월에 발표된 미래 철도 프로그램으로 DB 그룹은 2025년까지 이러한 역을 350개 건설할 계획이다.
2014년 1월, DB Station&Service는 베를린 쥐드크로이츠에 첫 장거리 버스 정류장을 개업했다. 2015년 9월 회사의 여섯 번째 장거리 버스 정류장이 괴팅겐에 개업했다.
2015년 말, 미래 철도 프로그램의 일환으로 도이체 반은 역이 향후 회사의 주력이 될 것이라고 발표했다. 대형 기차역은 서비스 제공과 편안함 면에서 대형 공항과 경쟁할 수 있어야 했다. 일부 역에는 상당한 투자 잔고가 있다. 무엇보다 50개 주요 장거리 기차역의 이른바 기본 서비스와 품질이 개선되고 중요한 S-반 터널역이 현대화될 예정이다. 또한 역 재건의 일환으로 이 지역의 철도 연결을 개선해야 했다. 엘리베이터와 에스컬레이터의 신뢰도는 수도권 85%, 89%에서 수도권 97% 이상으로 높여야 한다.